# Estación de Alcalá de Henares
Alcalá de Henares es una estación ferroviaria situada en el municipio español de Alcalá de Henares, al este de la Comunidad de Madrid. Dispone de servicios de Media Distancia y forma parte de las líneas C-2, C-7 y C-8 de Cercanías Madrid, siendo cabecera de la C-7.

## Situación ferroviaria
La estación se encuentra en el punto kilométrico 33,5 de la línea férrea de ancho ibérico que une Madrid con Barcelona, a 589 metros de altitud.

## Historia
La estación fue inaugurada el 3 de mayo de 1859, con la apertura del tramo Madrid-Guadalajara de la línea férrea Madrid-Zaragoza, por parte de la Compañía de los Ferrocarriles de Madrid a Zaragoza y Alicante o MZA. En 1941, la nacionalización del ferrocarril en España supuso la integración de la compañía en la recién creada RENFE. El 9 de febrero de 1989 se puso en funcionamiento la nueva estación, tras una importante reforma estructural en los edificios y las vías. Desde el 31 de diciembre de 2004 Renfe Operadora explota la línea, mientras que Adif es la titular de las instalaciones ferroviarias.
Desde el 5 de noviembre de 2018, la línea C-8 también da servicio a la estación.

## La estación

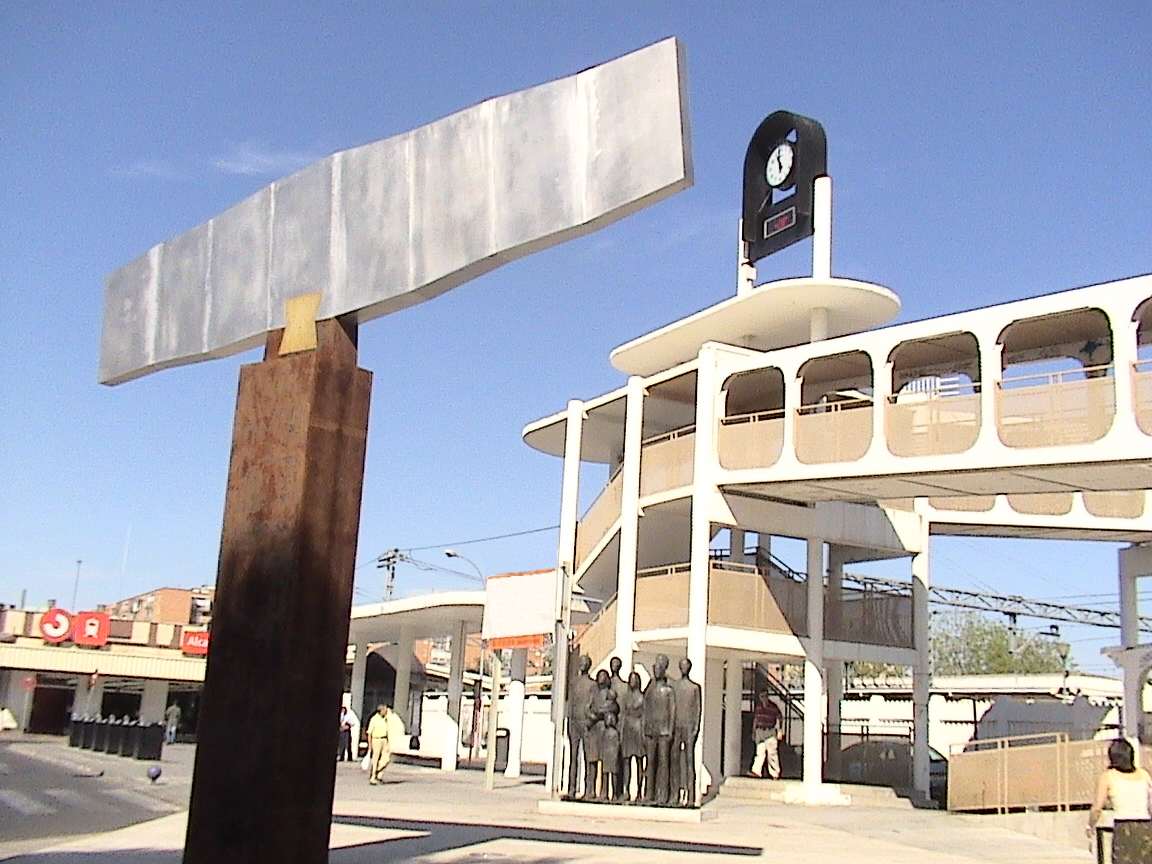
Monumento a las Víctimas del 11 de marzo de 2004.

La estación está situada próxima al centro urbano del municipio homónimo, en la Plaza de la Estación, n.º 1. De las tres estaciones de ferrocarril del municipio es la más antigua.
Posee 6 vías. La vía 1 es usada por los trenes de las líneas C-2 y C-8 en dirección a Guadalajara, y por el tráfico de Media y Larga Distancia con salida de Madrid. Las vías 2, 4 y 6 son empleadas por la línea C-7 (Cercanías Madrid) como cabecera. Por la vía 3 transcurre el CIVIS universitario. Por último, la vía 5 recibe tráfico de Cercanías y Media Distancia en sentido Madrid.
La plaza de la estación cuenta con un monumento en homenaje a las víctimas del 11 de marzo de 2004.
En diciembre de 2021 el Ayuntamiento de Alcalá de Henares anunció la futura remodelación de la estación ferroviaria. Las obras se iniciaron en junio de 2023.

## Servicios ferroviarios

### Larga distancia
La puesta en marcha de la línea de alta velocidad entre Madrid y Barcelona supuso una drástica reducción del tráfico de grandes líneas. El último en funcionamiento fue el tren estrella con destino Cerbère suprimido en 2015.

### Media distancia
La llegada de la alta velocidad tuvo una incidencia mucho menor en el tráfico de Media Distancia, de tal forma que la estación sigue contando con conexiones a destinos como Madrid, Guadalajara, Sigüenza, Arcos de Jalón, Soria, Calatayud, Zaragoza o Lérida.
| Línea MD | Trenes          | Origen/Destino   |  | Destino/Origen                                |
| -------- | --------------- | ---------------- |  | --------------------------------------------- |
| 55       | Regional        | Madrid-Chamartín |  | Lérida Zaragoza-Delicias Sigüenza Guadalajara |
| 54       | Regional Exprés | Madrid-Chamartín |  | Soria Sigüenza Guadalajara                    |

### Cercanías
| procedencia/destino                              | < estación        | Línea | estación >                    | destino/procedencia |
| ------------------------------------------------ | ----------------- | ----- | ----------------------------- | ------------------- |
| Chamartín                                        | La Garena         |       | Alcalá de Henares Universidad | Guadalajara         |
| Príncipe Pío                                     | La Garena         |       | Terminal                      | Terminal            |
| Cercedilla                                       | La Garena         |       | Alcalá de Henares Universidad | Guadalajara         |
| Santa María de la Alameda-Peguerinos El Escorial | La Garena         |       | Alcalá de Henares Universidad | Guadalajara         |
| Chamartín                                        | Torrejón de Ardoz |       | Alcalá de Henares Universidad | Guadalajara         |

## Conexiones

### Autobuses
| Diurnos |                                  |                                                         |                    |
| Línea   | Destino                          | Parada                                                  | Operador           |
| 7       | Nueva Alcalá / Cementerio Jardín | 06948 Cánovas del Castillo - Sagasta                    | Alcalábus (Monbus) |
| 8       | Virgen del Val                   | 06948 Cánovas del Castillo - Sagasta                    | Alcalábus (Monbus) |
| 2       | Universidad / Hospital           | 07022 P.º Estación - Zuloaga                            | Alcalábus (Monbus) |
| 5       | Plaza de la Paz                  | 07022 P.º Estación - Zuloaga                            | Alcalábus (Monbus) |
| 8       | Los Nogales                      | 07022 P.º Estación - Zuloaga                            | Alcalábus (Monbus) |
| 7       | Ensanche Norte                   | 07045 Ferraz - Goya                                     | Alcalábus (Monbus) |
| 9       | El Olivar / Polígono Camporroso  | 09687 Pza. Estación - Est. Alcalá de Henares (Cabecera) | Alcalábus (Monbus) |
| 10      | Espartales Norte                 | 12244 Isabel de Guzmán - Ferraz                         | Alcalábus (Monbus) |
| 2       | Puerta de Santa Ana              | 12245 Marcos Martínez - P.º Estación                    | Alcalábus (Monbus) |
| 5       | Nueva Rinconada                  | 12245 Marcos Martínez - P.º Estación                    | Alcalábus (Monbus) |
| 10      | Ronda Fiscal                     | 12245 Marcos Martínez - P.º Estación                    | Alcalábus (Monbus) |
| 10      | Vía Complutense Centro           | 15040 Goya - Ferraz                                     | Alcalábus (Monbus) |

| Diurnos |                              |                                      |          |
| Línea   | Destino                      | Parada                               | Operador |
| 232     | Prisión Alcalá-Meco          | 07022 P.º Estación - Zuloaga         | ALSA     |
| 231     | Urb. Zulema - El Viso        | 12245 Marcos Martínez - P.º Estación | ALSA     |
| 271     | Pezuela de las Torres - Pioz | 12245 Marcos Martínez - P.º Estación | Monbus   |

## Tren de Cervantes

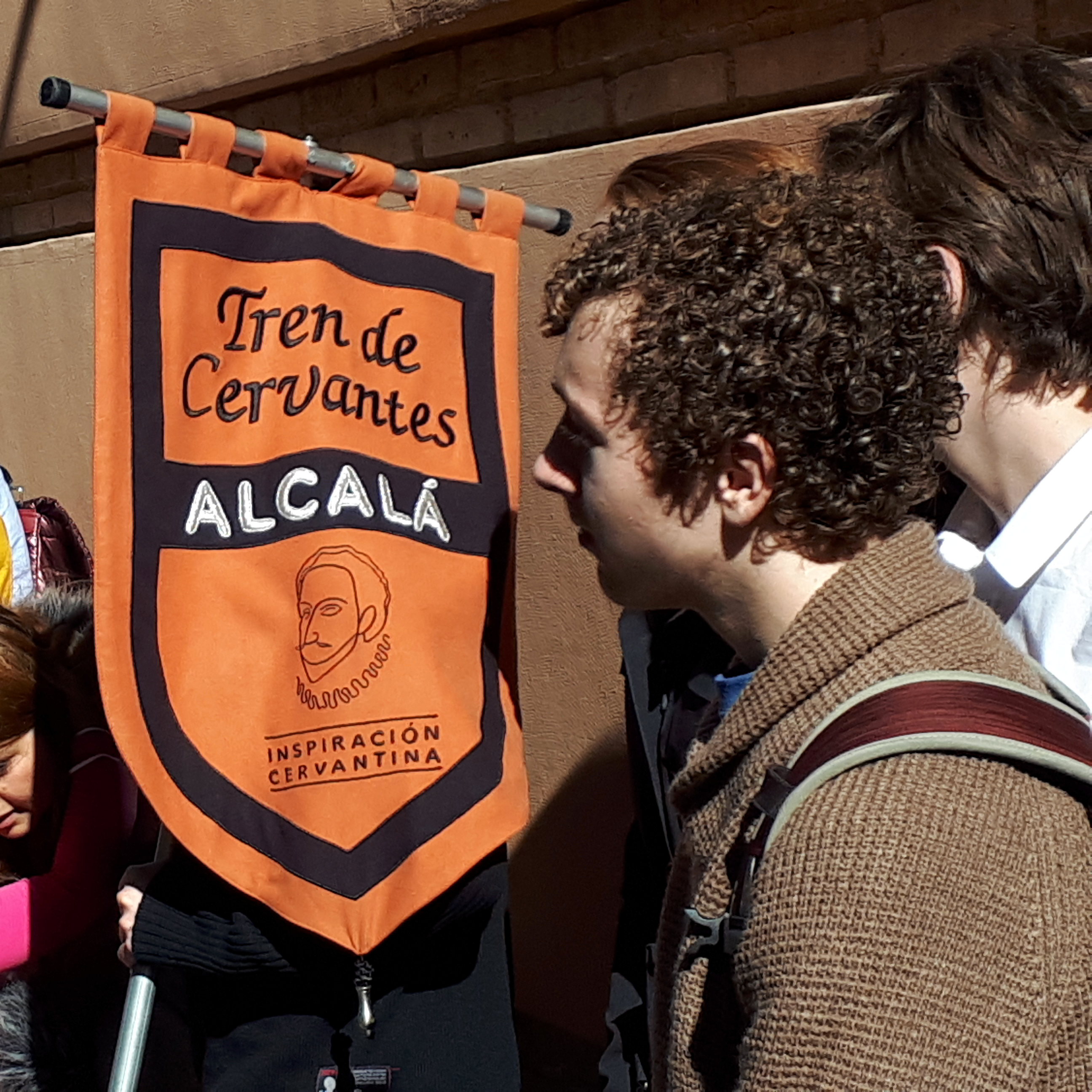
Visita guiada del Tren de Cervantes.

El Tren de Cervantes es un ferrocarril turístico que ofrece visitas guiadas teatralizadas a Alcalá de Henares desde 1997, así como ofertas en restaurantes y hoteles. Se desarrollan los sábados de abril a junio, y de septiembre a diciembre. Los pasajeros son recibidos por actores y figurantes a pie de tren, en la Estación de Atocha-Cercanías; van ataviados con trajes de época inspirados en el Siglo de Oro, y atienden e informan a los turistas durante el trayecto, sin paradas, de Madrid a Alcalá. Al llegar a la ciudad complutense, los viajeros inician un recorrido guiado por su casco histórico. El itinerario urbano incluye los edificios más destacados de su conjunto monumental, y finaliza a tiempo para que los excursionistas puedan disfrutar de la gastronomía que ofrecen los restaurantes asociados al programa, donde recibirán un descuento por viajar en este tren turístico.